# Монтевидео, видимо се!
„Монтевидео, видимо се!“ је српски играни филм из 2014. у режији Драгана Бјелогрлића, а по сценарију Ранка Божића и Димитрија Војнова, насталом по истоименој књизи спортског новинара Владимира Станковића, која говори о великом успеху репрезентације Краљевине Југославије (коју су тада чинили играчи из Србије) на Светском првенству у фудбалу у Уругвају 1930.
Овај филм представља наставак, односно други део филма Монтевидео, Бог те видео! из 2010. године, који је Бјелогрлић у потпуној тајности снимио и чија продукција једна од најскупљих икада снимљених на овим просторима.
Филм је претпремијерно приказан 14. јануара 2014. године у Грачаници, док је премијеру имао 15. јануара 2014. године у Београду, у Сава центру.

## Радња
Фудбалска сага из 1930. године наставља се у главном граду Уругваја, где се након напорног тронедељног путовања преко Атлантског океана прва формирана репрезентација Краљевине Југославије, нашла међу учесницима првог Светског првенства.
Екипа из једне мале балканске земље, којој сви дају минималне шансе за успех, жребањем добија за противнике главног фаворита првенства, репрезентацију Бразила. Предвођени чврстим ентузијазмом, визијом и идејом заједништва, Тирке, Моша, Милутинац, Јакша и остали момци из тима, захваљујући свом таленту, младости и истрајности, улазе на велика врата спортске сцене. Вест која је обишла цео свет је да је репрезентација Југославије освојила треће место на Светском првенству.

## Ликови
Што се тиче улога, у филму је иста екипа глумаца као у претходним деловима. Чувени фудбалери: Милош Биковић као Тирке, Петар Стругар као Моша, Виктор Савић као Милутинац, Александар Радојчић као Балерина, Иван Зекић као Ивица Бек, Андрија Кузмановић, Бојан Кривокапић као Гусар.
Од старих ликова ту су још Небојша Илић као Бошко Симоновић Дунстер, Војин Ћетковић као Андрејка, Срђан Тодоровић као Бора Јовановић, Предраг Васић и Властимир Ђуза Стојиљковић као мали и одрасли Станоје, Никола Ђуричко као Живковић.
У филму се појављује заносна Уругвајка Долорес коју тумачи шпанска глумица Елена Мартинез. Нови ликови су поред Долорес и Бранко Ђурић као Пако, Арман Асанте као Хочкинс, Драган Николић као Жил Рене.
У последњем делу приче о чувеним фудбалерима ликови као што су кафеџија Рајко и брица Богдан се не појављују.
Ликови мали Станоје, Пако и Долорес су неисторијски ликови, како би филм био интересантнији.

## Улоге
| Глумац                     | Улога                               |
| -------------------------- | ----------------------------------- |
| Милош Биковић              | Александар Тирнанић „Тирке“         |
| Петар Стругар              | Благоје Марјановић „Моша“           |
| Арманд Асанте              | Хочкинс                             |
| Виктор Савић               | Милутин Ивковић „Милутинац“         |
| Елена Мартинез             | Долорес                             |
| Бранко Ђурић Ђуро          | Миљенко Паковић Пако                |
| Предраг Васић              | мали Станоје                        |
| Небојша Илић               | Бошко Симоновић „Дунстер“           |
| Војин Ћетковић             | Михаило Андрејевић „Андрејка“       |
| Александар Радојичић       | Микица Арсенијевић „Балерина“       |
| Иван Зекић                 | Ивица Бек                           |
| Никола Ђуричко             | Живковић                            |
| Срђан Тодоровић            | Бора Јовановић                      |
| Срђан Тимаров              | Коста Хаџи                          |
| Андрија Кузмановић         | Милован Јакшић „Јакша“              |
| Ненад Хераковић            | Драгослав Михајловић „Вампир“       |
| Урош Јовчић                | Ђорђе Вујадиновић „Носоња“          |
| Милан Никитовић            | Бранислав Секулић                   |
| Раде Ћосић                 | Теофило Спасојевић                  |
| Бојан Кривокапић           | Момчило Ђокић „Гусар“               |
| Драган Николић             | Жил Риме                            |
| Конча Хидалго              | Мама Ђулија                         |
| Властимир Ђуза Стојиљковић | Стари Станоје                       |
| Роберто Гоја               |                                     |
| Карла Санчез               |                                     |
| Данијела Петковић          | Секретарица председника ФИФЕ        |
| Дејан Аћимовић             |                                     |
| Бранка Шелић               | Часна сестра                        |
| Дидиер Расел               |                                     |
| Себастијан Каваца          |                                     |
| Франциско Вера             |                                     |
| Милан Јовановић            | Уругвајски полицајац                |
| Вилијам Краловец           | амерички коментатор                 |
| Миодраг Пејковић           | Уругвајски полицајац                |
| Драган Бјелогрлић          |                                     |
| Хозе Луис Де Мадариага     |                                     |
| Џенифер Мартин             |                                     |
| Александар Милојевић       | Бразилски тренер                    |
| Никола Милојевић           | судија у утакмици са Бразилом       |
| Peter J. Chaffey           | капитен америчке репрезентације Том |
| Бојан Мичић                | Амерички фудбалер бурт              |

## Кандидат за Оскара
Филм "Монтевидео, видимо се" редитеља Драгана Бјелогрлића је био српски кандидат за награду Оскар у категорији најбољи дугометражни играни филм на страном језику у 2014. години.

## Локације
Филм је сниман на неколико локација и то у Параћину, Београду, Улцињу, Трсту и на шпанском острву Тенерифе.

## Занимљивости
- На утакмици гледалац користи кинески фотоапарат Seagull, из 1960-их година, и нон-стоп мота филм иако на њему могу да стану само дванаест фотографија.
- Мотор који вози Пако је из 1950-их година.
- Фудбалска репрезентација Југославије је носила плаве дресове, а не црвене као у филму.
- У филму се помињу "Бразил" и "Бразилци", иако се тада у српском језику користио назив "Бразилија" и "Бразилијанци".
- Др Коста Хаџи је био пуначак човек, а Живковић није ишао на пут.[8]
- Новак Ђоковић је организовао премијеру филма Монтевидео, видимо се у Лос Анђелесу на којој је присуствовао само одређен круг људи.[5]